# جيمس ويليامسون
جيمس ويليامسون (بالإنجليزية: James Williamson)‏ هو سياسي نيوزلندي، ولد في 1814، وتوفي في 22 مارس 1888. انتخب عضو مجلس النواب نيوزيلندا.